# Fahr ad-Daula
Fahr ad-Daula (tudományos átiratban Faḫr ad-Dawla, arab betűkkel فخر الدولة), eredeti nevén Abu l-Haszan Ali (tudományos átiratban Abū l-Ḥasan ʿAlī, arab betűkkel أبو الحسن علي; szül. 952 k. – Rajj, 997 augusztusa) dzsibáli fejedelem, a dajlami származású Buvajhidák dinasztiájának tagja, Rukn ad-Daula fia volt. Eredetileg csak a tartomány északi és nyugati, Hamadán központú részét örökölte apjától 976-ban, de két fivére, Adud ad-Daula és Muajjid ad-Daula összefogott ellene és elüldözték a tartományból. Két testvére halálát követően, 984-ben tért vissza, és haláláig az egész fejedelemséget uralta.

## Száműzetés és visszatérés
Rukn ad-Daula al-Haszan ibn Búja harmadik fia, Abu l-Haszan egy dajlami előkelőség, al-Haszan ibn Fajzurán lányának gyermeke volt. 975-ben at-Tái kalifa ruházta fel a Fahr ad-Daula („a dinasztia büszkesége”) tiszteleti névvel. 976-ban, apja halála előtt bátyjával, Muajjid ad-Daulával együtt elismerte legidősebb bátyjuk, a Fárszban uralkodó Adud ad-Daula családfőségét. Rukn ad-Daula úgy rendelkezett, hogy halála után a két kisebb fiú ossza fel egymás között a dzsibáli fejedelemséget, így Fahr ad-Daula a terület nyugati, főleg kurdok lakta részét, Hamadán és Dinavar környékét örökölte meg apja 976 szeptemberében bekövetkezett halálakor.
Elégedetlen lévén területeivel, két testvérével szembeszállva szövetségre lépett a Kermánsáh környékét irányító kurd Haszanavajhhal, az Adud ad-Daula hódítási vágyát korábban már megtapasztalt, Mezopotámiát uraló unokatestvérével, Izz ad-Daulával és a Gorgánt és Tabarisztánt uraló zijárida Kábúsz ibn Vusmgírral. A szövetség, amibe még Uddat ad-Daula moszuli fejedelem is belépett, azonban rövidesen összeomlott: Haszanavajh meghalt, Adud ad-Daula pedig meghódította teljes Mezopotámiát, majd 979-ben Muajjid ad-Daula megsegítésére vonult, és a következő évben Fahr ad-Daulát elűzve a teljes dzsibáli fejedelemséget másik testvérére bízta. Fahr ad-Daula és területeit szintén elvesztő szövetségese, Kábúsz keletre menekült, a transzoxániai Számánidák horászáni területeire. Ezután 981-től kezdve több alkalommal megkísérelt visszatérni, de Muajjid ad-Daula győzelmet aratott a támadók felett. 983 márciusában elhunyt Adud ad-Daula, Muajjid ad-Daula legfőbb támogatója. Ekkor utóbbi tárgyalni kezdett fivérével, ám megbékélésre nem kerülhetett sor, mert idő előtt ő is elhunyt. Fahr ad-Daula ellenállás nélkül bevonulhatott Rajjba.

## A buvajhida család feje
Hazatérve fogadta asz-Száhib Ibn Abbád, a műveltségéről, kultúrapártolásáról és züllöttségéről híres vezír és Muajjid ad-Daula Iszfahánban helytartóskodó fia hűségesküjét. Uralkodása hátralévő tizenhárom évében így az övé volt a teljes dzsibáli fejedelemség, valamint korábbi szövetségese, Kábúsz ibn Vusmgír gorgáni királysága. A Számánidák belharcaiba beavatkozva sikerült megőriznie fejedelemségének függetlenségét. Rokonainak hatalmi küzdelmében is részt vett: Adud ad-Daula halálát követően ugyanis annak öt fia kezdett hatalmi harcba Fársz és Mezopotámia birtoklásáért. Az immár családfővé előlép, nagykirályi (sáhánsáh) címet használó Fahr ad-Daula menedéket adott a korábban Baszrában és Huzesztánban fellázadó Dijá ad-Daulának és Tádzs ad-Daulának, majd 989-ben megpróbált beavatkozni a harcokba Szamszám ad-Daula trónigényét támogatva, de a rosszul előkészített huzesztáni hadjárat a váratlan árvizek miatt elakadt. 994-ben a Fárszot megszerző Szamszám ad-Daula ellen másik unokaöccsét, Bahá ad-Daulát támogatta.
Az állandó háborúskodáshoz belföldi küzdelmek is társultak Fahr ad-Daula uralkodása alatt, ugyanis a központi hatalmat megerősíteni vágyó fejedelem számos helyi hatalmasság érdekeit sértve több erősséget elkobzott, és elődjének befolyásos hadvezérét, Ali ibn Kámát is letartóztatta, megszerezve vagyonát. Ennek nyomán több lázadásról hallunk uralkodásának éveiben: 983-ban Tabarisztánban és Komban, 987-ben pedig Kazvinban robbant ki felkelés a kurdok körében. A következő évben az emír anyai unokatestvére, Naszr ibn al-Haszan robbantott ki sikertelen lázadást.
997-ben bekövetkezett halálát követően a dzsibáli fejedelemség ismét kettéoszlott két fia, a Rajjt örökölő Madzsd ad-Daula és a hamadáni Samsz ad-Daula között. Előbbi lett a Buvajhidák dzsibáli ágának utolsó uralkodója.